# История Шамкира

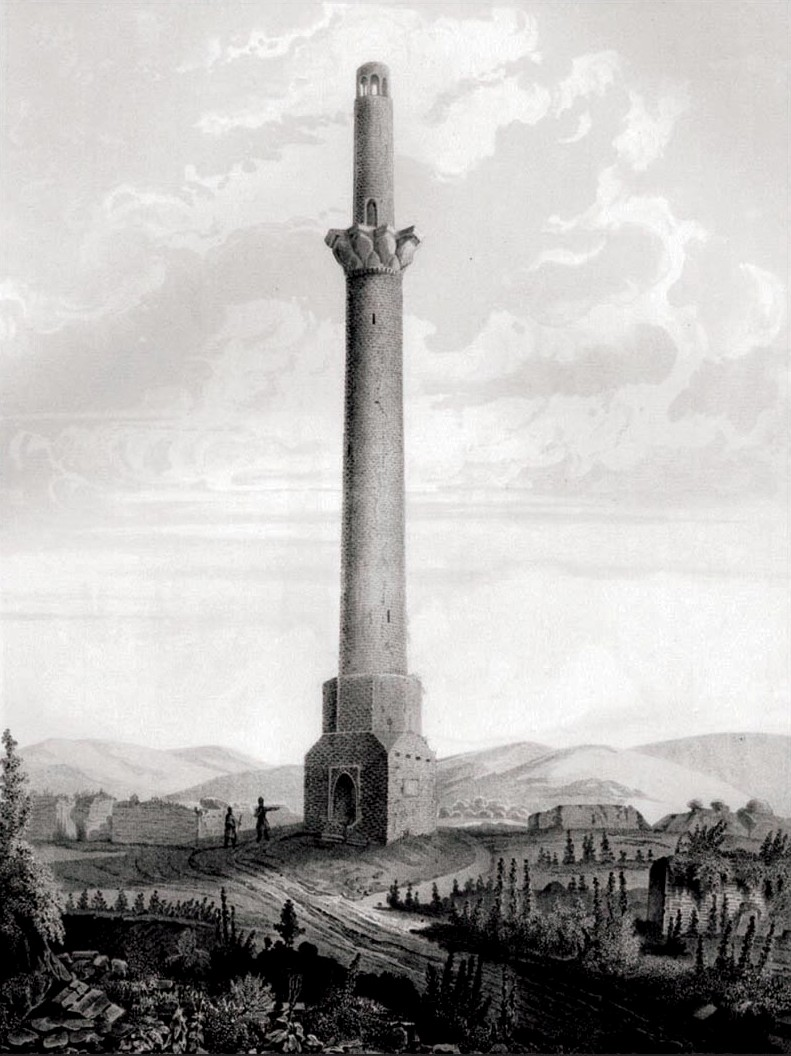
Вид на Шамкирскую башню. Рисунок Дюбуа де Монпере. XIX век

История Шамкира (азерб. Şəmkirin tarixi) — историческое развитие города Шамкир, который был заселён ещё в доисторические времена.

## Ранний период

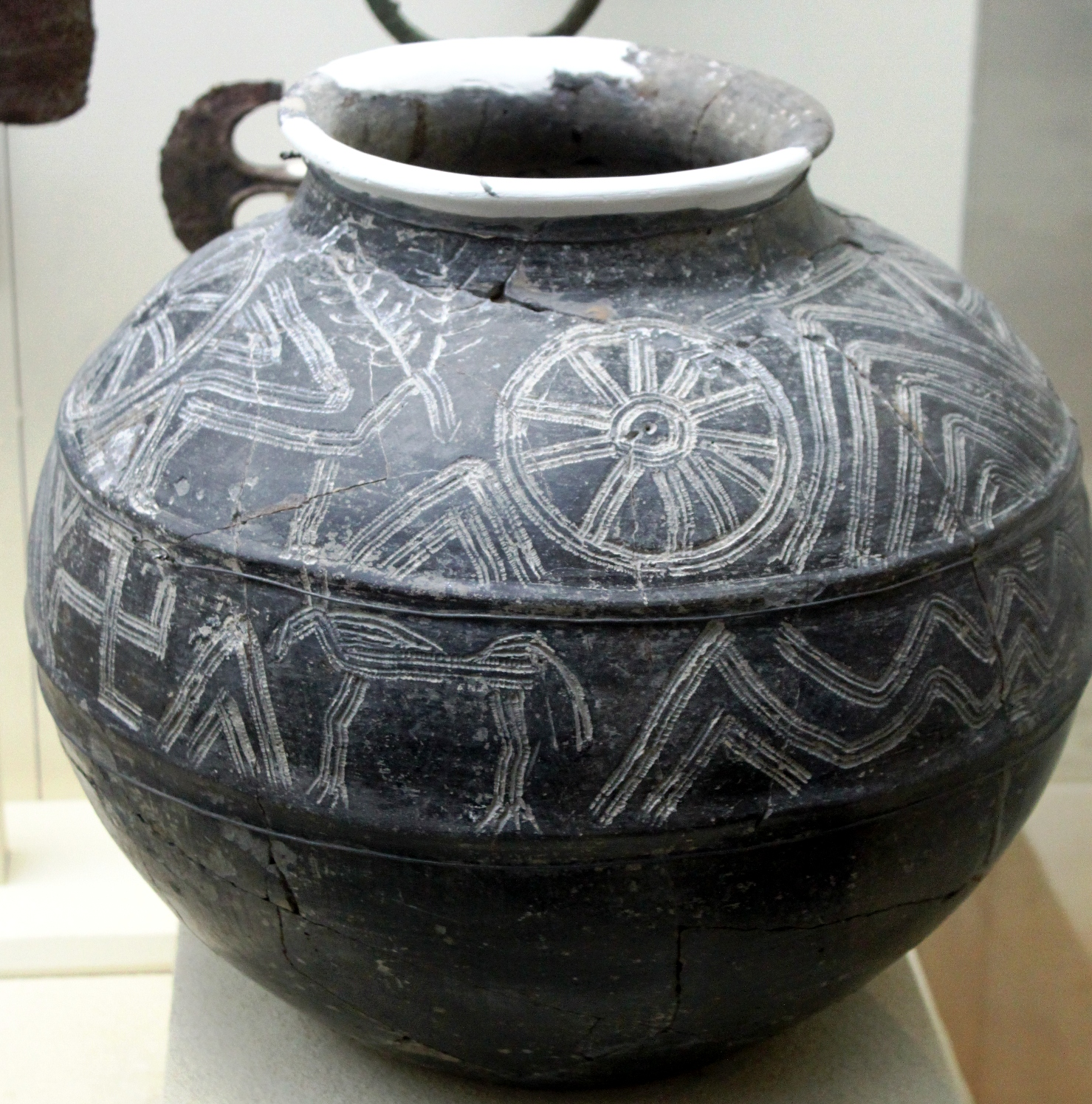
Глиняная посуда XVI—XV вв. до н. э., найденная при раскопках близ Шамкира

При изучении памятников неолита в Азербайджане Яковом Гуммелем в Шамкире были обнаружены древние захоронения.
На территории исторической области Сакасены в направлении современного города Шамкира локализуется местонахождение древнего албанского храмового центра Яшу Хош, название которого связано с утийским словом «хаш» («луна»). В более поздний период здесь находилась кафедра епископа албанской церкви.
В селе Гараджамирли Шамкирского района, на площади 1000 м², были обнаружены руины сооружения, построенного на подобие дворца Ахеменидов в Персеполисе. Найденная там глиняная посуда также демонстрирует близость к персидским моделям ахеменидского периода.

## Средние века
Город известен с V века как Шамкур — крупный торговый и ремесленный центр Персии.
В 652 году город был захвачен арабскими войсками. В годы правления халифа Усмана арабские командиры Салман ибн Рабиа и Хабиб ибн Маслама вели рейды в Армению и Арран и около 645 года захватили главный город Партав. Тем временем мусульманские гарнизоны были размещены в других городах, в том числе и в Шамкуре. Британский историк Клиффорд Эдмунд Босуорт отмечает, что мусульманские географы относят Шамкур к Аррану. Ибн Хаукаль в X веке называл Шамкур одним из городов в Арране. Также Ахмед ибн Лютфуллах, касаясь городов Арана отмечал, что среди известных городов Аррана: Тифлис, Шамкур, ал-Байлакан, Сарир-Аллан.
В 737 году после похода арабского военачальника Мервана на Волгу здесь были поселены хазары. В 752 году город был разрушен жившими поблизости савирами, выступившими против арабов.
В середине VIII века недалеко от Шамкира поселилось венгерское племя Севордик, которые приняв армянскую веру вскоре были арменизованы.
В XII—начале XIII века город входил в состав Грузинского царства. В 1195 году в Шамхорской битве близ города полководцы грузинской царицы Тамары разбили войска атабека Абу Бекра из сельджукской династии Ильдегизидов. Сельджукское войско потерпело жестокое поражение, а города Гянджа и Шамхор сдались победителям. Шамхорская битва предлоставила военное превосходство грузинских войск на Кавказе.
В XIII веке город, вместе с другими землями северной Армении, был завоеван монголами. В 1235 году монголы уничтожили его. После завоевания региона монголы образовали Грузинскую провинцию, который состоял из восьми туманов.

## После XV века

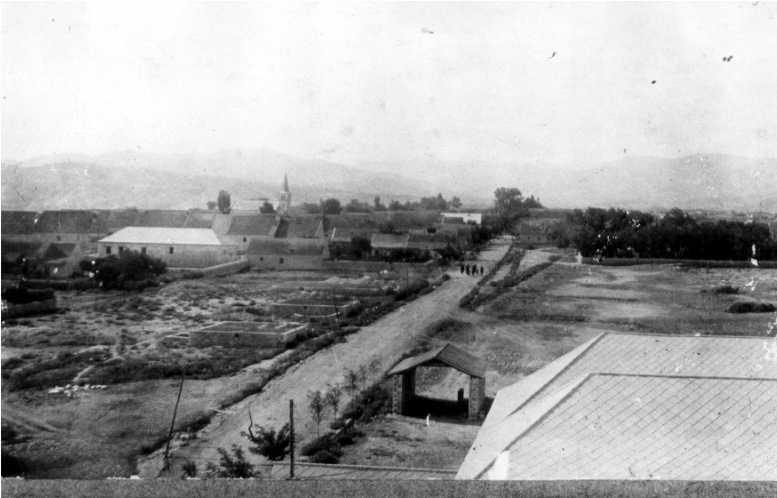
Общий вид на Анненфельд

С первой четверти XVI века до начала XIX Шамкир находился во власти наследственных глав кызылбашского племени шамсаддинлу-зулкадар. Шамсаддинлу-зулкадары были кочевниками и жили к западу от Гянджи.
Во время военных действий против Гянджинского ханства Шамкир в 1803 году был занят русскими войсками и присоединен к России. В 1817 году на территорию Российской империи с разрешения императора Александра I прибыло несколько сотен выходцев из Швабии, лютеран-пиетистов по вероисповеданию. В 1818 году на месте Шамкира возникла колония немцев, переселившихся из Вюртемберга — Анненфельд (до 1917 года находилось в составе Елисаветпольской губернии). В октябре 1941 года немцы были депортированы в Центральную Азию.
Во время русско-персидской войны 3 сентября 1826 года под Шамкиром была разбита 10-тысячная шахская гвардия. Поражение персидских войск под Шамхором вынудило Аббас-Мирзу 5 (17) сентября 1826 года снять осаду Шуши.
С 1914 года город назывался Аннино, а с 1924 года — Шамхор. 8 августа 1930 года был образован Шамхорский район в составе Азербайджанской ССР c центром в Шамхоре. 29 сентября 1938 года Шамхор получил статус посёлка городского типа. В 1944 году Шамхор получил статус города.

## Современный период
7 февраля 1991 году Шамхорский район был уточнён как Шамкирский, и соответственно город Шамхор — Шамкир.
В 2019 году по распоряжению президента Азербайджана историческая территория Шамкирского района «Древний город Шамкир» объявлена Государственным историко-культурным заповедником.